# Cantone di Saint-Hilaire-de-Villefranche
Il Cantone di Saint-Hilaire-de-Villefranche era una divisione amministrativa dell'arrondissement di Saint-Jean-d'Angély.
A seguito della riforma approvata con decreto del 27 febbraio 2014, che ha avuto attuazione dopo le elezioni dipartimentali del 2015, è stato soppresso.

## Composizione
Comprendeva i comuni di:
- Aujac
- Aumagne
- Authon-Ébéon
- Bercloux
- Brizambourg
- La Frédière
- Juicq
- Nantillé
- Saint-Hilaire-de-Villefranche
- Sainte-Même